# Crustaceana
Crustaceana ist eine seit 1960 erscheinende wissenschaftliche Fachzeitschrift für Crustaceologie.
Die Zeitschrift veröffentlicht Artikel über Krebstiere und versucht alle Themenbereiche über diese Tiergruppe abzudecken. Sie beinhaltet somit wissenschaftliche Publikationen über Taxonomie, Ökologie, Anatomie, Genetik, Physiologie, Paläontologie, Zoogeographie und Biometrie aller Gruppen der Krebstiere.
Crustaceana wird unter anderem durch BIOSIS, Web of Science, Scopus und Science Citation Index Expanded indexiert. Sie hatte im Jahr 2011 einen Impact Faktor von 0.464. Neben der gedruckten Version erscheint Crustaceana auch als Onlinezeitschrift; Ausgaben älter als fünf Jahre sind auch bei JSTOR verfügbar.